# Jacques Aubert
Jacques Aubert (Le Vieux) (* 30. September 1689 in Paris; † 19. Mai 1753 in Belleville) war ein französischer Violinist und Komponist des Barock.

## Leben
Jacques Aubert war vermutlich der Sohn des Violinisten Jean Aubert und ein Schüler von Jean-Baptiste Senaillé. Seine erste Anstellung hatte er als Violinist beim Prinzen von Condé. 1727 wurde er Mitglied der „Vingt-quatre Violons du Roy“, von 1728 bis 1752 war er Konzertmeister an der Pariser Oper.
Ab 1729 hatte er über zehn Jahre hinweg zahlreiche Auftritte bei den Concert Spirituel. Neben Kompositionen seines Lehrers Senaillé, brachte er in diesen Konzerten gerne Werke von Corelli und Vivaldi zu Gehör. Auch seine von Letzterem geprägten Konzerte für 4 Violinen gelangten dort zur Erstaufführung. Neben Jean-Joseph Cassanéa de Mondonville und Jean-Marie Leclair gehörte er zu den französischen Komponisten, welche die italienische Virtuosität dem französischen Musikgeschmack einverleibten.
Sein Sohn Louis Aubert (Le jeune) (1720–1783) spielte bereits im Alter von 11 Jahren im Orchester der Oper und wurde Mitglied der „24 Violons du Roy“. Als Komponist schuf er Werke für Violine und Opernmusiken. Ein weiterer Sohn Jean-Louis Aubert (1731–1814) wurde als Poet und Journalist unter dem Namen Abbé Aubert bekannt.

## Werke

### Instrumental
- Opp. 1–5, Livres de sonates pour violon et B. c. (1719, 1721, 1723, 1731, 1738)
- Suites de concerts de Symphonies (Op. 8, 1730), (Opp. 9–12, 1731), (Op. 13, 1733), (Opp. 18–23, 1735–37)
- Op. 14, „Les amuzettes“ für Drehleiern, Musettes, Violinen und Oboen (1733)
- Op. 15, Stücke für 2 Violinen oder Flöten (1734)
- Op. 16, „Les petits concerts“ für Drehleiern, Musettes, Violinen und Oboen (1734)
- Op. 17, 6 Konzerte für vier Violinen, Cello und B. c. (1734)
- Op. 24, Triosonaten  für 2 Violinen (1738)
- Op. 26, 4 Konzerte für vier Violinen, Cello und B. c. (1739)

### Opern und Opéras Ballets
- Arlequin gentilhomme malgré lui ou L'Amant supposé, opéra comique (1716 Paris)
- Arlequin Hulla ou La Femme répudiée, opéra comique (1716 Paris)
- Les Animaux raisonnables (Louis Fuzelier/Marc-Antoine LeGrand), opéra comique (1718 Paris)
- Diane (Antoine Danchet), divertissement (1721 Chantilly)
- Le Regiment de la calotte (Fuzelier/LeSage/d'Orneval), opéra comique (1721 Paris)
- La Fête royale divertissement (1722 Chantilly)
- Le Ballett de Chantilly, Le Ballet des vingt-quatre heures (LeGrand), comédie (1722 Chantilly)
- La Reine des Péris (Fuzelier), comédie persane (1725 Paris)